# Citharexylum microphyllum
Citharexylum microphyllum là một loài thực vật có hoa trong họ Cỏ roi ngựa. Loài này được (DC.) O.E.Schulz mô tả khoa học đầu tiên năm 1909.